# Iridomyrmex bigi
Iridomyrmex bigi es una especie de hormiga del género Iridomyrmex, subfamilia Dolichoderinae. Fue descrita científicamente por Shattuck en 1993.
Se distribuye por Australia. Se ha encontrado a elevaciones de hasta metros. Vive en microhábitats como pastizales y montículos.